# 岡山県道272号水別総社線
岡山県道272号水別総社線（おかやまけんどう272ごう みずわかれそうじゃせん）は、岡山県総社市を通る一般県道である。

## 概要
総社市岡谷と総社市総社2丁目を結ぶ。

### 路線データ
- 起点：岡山県総社市岡谷（国道429号交点）
- 終点：岡山県総社市総社2丁目（総社小前交差点、国道180号交点、岡山県道271号総社足守線起点）
- 総延長：4.863 km
- 実延長：3.895 km

## 路線状況

### 重複区間
- 岡山県道270号清音真金線（総社市地頭片山 - 総社市西郡・西郡交差点）

## 地理

### 通過する自治体
- 総社市

### 交差する道路
| 交差する道路                         | 交差する場所 | 交差する場所          |
| ------------------------------------ | ------------ | --------------------- |
| 国道429号                            | 岡谷         | 岡谷入口交差点 / 起点 |
| 岡山県道270号清音真金線 重複区間起点 | 地頭片山     |                       |
| 岡山県道270号清音真金線 重複区間終点 | 西郡         | 西郡交差点            |
| 岡山県道700号岡山総社自転車道線      | 真壁         |                       |
| 国道180号 岡山県道271号総社足守線    | 総社2丁目    | 総社小前交差点 / 終点 |

### 沿線
- 作山古墳
- 総社宮
- 総社市立山手小学校
- 総社市役所 山手支所
- 総社市立総社東中学校
- 岡山県立総社高等学校
- 総社市立総社小学校
- JR西日本吉備線 東総社駅（終点付近）